# El Mezquital, Atarjea
El Mezquital är en ort i Mexiko.   Den ligger i kommunen Atarjea och delstaten Guanajuato, i den centrala delen av landet, 210 km norr om huvudstaden Mexico City. El Mezquital ligger 1 345 meter över havet och antalet invånare är 147.
Terrängen runt El Mezquital är kuperad västerut, men österut är den bergig. El Mezquital ligger nere i en dal. Runt El Mezquital är det ganska glesbefolkat, med 39 invånare per kvadratkilometer. Närmaste större samhälle är Derramadero de Juárez, 17,1 km öster om El Mezquital. Trakten runt El Mezquital består i huvudsak av gräsmarker.